# Technischer Direktor
Der Technische Direktor, Technikvorstand, Chief Technology Officer (CTO) ist in der Hierarchie eines Unternehmens die oberste technische Leitungsperson. Je nach Branche gibt es unterschiedliche Bezeichnungen. In bestimmten Branchen werden auch technische Belange auf mehrere Personen verteilt und es gibt dann beispielsweise einen Chief Information Officer und einen Chief Science Officer.

## Funktion
In technisch orientierten Firmen ist der technische Leiter oft in der obersten Führungsebene angesiedelt und hat wesentlichen Einfluss auf das Produkt. Er lenkt die technischen Entwicklungen und Forschungen eines Unternehmens und verantwortet diese auch teilweise auf wirtschaftlicher Ebene.
In Unternehmen, deren Produkte weniger technikaffin sind, optimiert und aktualisiert der technische Leiter die technische Ausstattung einer Firma. Er setzt dabei die Anforderungen des Managements an die technische Infrastruktur um. Somit stellt der CTO eine Verbindung zwischen den Anwendern und der IT-Abteilung her. Seine Hauptaufgabe besteht darin, neue Technologien auf ihre Eignung hin zu untersuchen und diese in die IT-Struktur zu integrieren, falls sie eine wertvolle Ergänzung darstellen.

## Begriffe
So unterschiedlich die Branchen, so unterschiedlich sind die Bezeichnungen. In der Kommunikations- oder Unterhaltungsbranche sind die englischen Begriffe Technical Director (TD) oder Technical Producer (TP) gebräuchlicher. Weitere Bezeichnungen sind etwa Technischer Geschäftsführer, technischer Vorstand und Chief Technical Officer. In einer Stadtverwaltung kann es der Technische Bürgermeister im Technischen Rathaus sein, insbesondere wenn die Infrastruktur einem städtischen Unternehmen gehört.
Für den Bereich der Exekutive gibt es ähnliche Positionen: In Deutschland der Beauftragte der Bundesregierung für Informationstechnik, in den USA den Chief Technology Officer. Das deutsche Parlament unterhält das Büro für Technikfolgen-Abschätzung.